# Czernice Borowe
Czernice Borowe è un comune rurale polacco del distretto di Przasnysz, nel voivodato della Masovia.
Ricopre una superficie di 120,31 km² e nel 2004 contava 4 082 abitanti.